# E-carrier
L'E-carrier és un membre de la sèrie de sistemes portadors desenvolupats per a la transmissió digital de moltes trucades telefòniques simultànies mitjançant multiplexació per divisió de temps. La Conferència Europea d'Administracions de Correus i Telecomunicacions (CEPT) va normalitzar originalment el sistema E-carrier, que va revisar i millorar l'anterior tecnologia de T-porter nord-americana, i això ara ha estat adoptat pel Sector de Normalització de Telecomunicacions de la Unió Internacional de Telecomunicacions (ITU-T).. Va ser àmpliament utilitzat en gairebé tots els països fora dels EUA, Canadà i Japó. Els desplegaments d'operadors electrònics s'han substituït constantment per Ethernet a mesura que les xarxes de telecomunicacions transiten cap a totes les IP.

## Estructura de la trama E1
Un enllaç E1 funciona amb dos conjunts separats de cables, normalment parells trenats no apantallats (cable equilibrat) o amb coaxial (cable no equilibrat). Un senyal de pic nominal de 3 volts es codifica amb polsos mitjançant un mètode que evita llargs períodes sense canvis de polaritat. La velocitat de dades de línia és de 2.048 Mbit/s (dúplex complet, és a dir, 2.048 Mbit/s aigües avall i 2.048 Mbit/s aigües amunt) que es divideix en 32 intervals de temps, cadascuna amb 8 bits al seu torn. Així, cada interval de temps envia i rep una mostra PCM de 8 bits, normalment codificada segons l'algorisme de la llei A, 8.000 vegades per segon (8 × 8.000 × 32 = 2.048.000). Això és ideal per a trucades telefòniques de veu on la veu es mostra a aquesta velocitat de dades i es reconstrueix a l'altre extrem. Les franges horàries estan numerades del 0 al 31.

## Intervals de temps especials
Un interval de temps (TS0) es reserva per a l'enquadrament i transmet alternativament un patró fix. Això permet que el receptor es bloquegi a l'inici de cada fotograma i coincideixi amb cada canal al seu torn. Els estàndards permeten realitzar una comprovació de redundància cíclica completa a través de tots els bits transmesos a cada trama, per detectar si el circuit està perdent bits (informació), però això no sempre s'utilitza. També es pot transmetre un senyal d'alarma mitjançant la franja horària TS0. Finalment, alguns bits estan reservats per a ús nacional.
Sovint es reserva una franja horària (TS16) per a finalitats de senyalització, per controlar la configuració i desmuntatge de trucades segons un dels diversos protocols de telecomunicacions estàndard. Això inclou la senyalització associada al canal (CAS) on s'utilitza un conjunt de bits per replicar l'obertura i el tancament del circuit (com si colgués el receptor del telèfon i els dígits polsant en un telèfon rotatiu), o utilitzant la senyalització de to que es passa a través del els propis circuits de veu. Els sistemes més recents utilitzen senyalització de canal comú (CCS) com el Sistema de senyalització 7 (SS7) on no es reserva cap interval de temps particular per a propòsits de senyalització, el protocol de senyalització es transmet en un conjunt de franges horàries escollides lliurement o en un canal físic diferent.
Quan s'utilitzen trames E1 per a la comunicació de dades, alguns sistemes utilitzen aquestes franges de temps de manera lleugerament diferent
- TS0: Enquadrament, TS1-TS31: Trànsit de dades — S'anomena E1 canalitzat i s'utilitza quan cal l'enquadrament, permet identificar i extreure qualsevol dels 32 intervals de temps.
- TS0-TS31: Trànsit de dades: sovint s'anomena Clear Channel E1 o Unchannelized, s'utilitza quan no cal cap enquadrament, no cal extracció de franges horàries i cal l'ample de banda complet (2 Mb/s).[4]